# T-40
T-40(러시아어: Т-40)은 소련 육군이 전간기와 제2차 세계 대전 초기에 운용한 경전차이다.

## 중요성
1930년대에 1,500대 이상의 수륙 양용 전차를 생산한 것으로 증명되었듯이, 수륙 양용 능력은 붉은 군대에게 중요했다. T-40은 오래된 T-37과 T-38 중형전차를 대체하기 위해 개발되었다. 우수한 설계였지만 전쟁의 압박으로 인해 소련은 더 단순한 전차 설계를 선호했고, 그래서 소수의 T-40만 제작되었다.

## 개발
T-40은 T-37과 T-38보다 몇 가지 측면에서 개선되었다. T-38의 코일 스프링 서스펜션은 4쌍의 로드 휠이 있는 현대식 토션 바 서스펜션으로 대체되었다. T-37과 T-38의 리벳으로 고정된 선체와 달리 보트 모양의 선체는 완전히 용접되었다. 용접된 원뿔 모양의 포탑은 방어력을 향상시켰지만, 장갑은 여전히 매우 얇았다. 차량의 무장은 T-37과 T-38에 장착된 7.62mm DT 기관총보다 훨씬 강력한 12.7mm DShK 중기관총으로 구성되었다.
물에서의 추진은 선체 뒤쪽에 장착된 작은 프로펠러를 통해 이루어졌다. 프로펠러는 선체 뒤쪽에 움푹 패인 곳에 설치되었고, 따라서 T-38의 노출된 프로펠러보다 더 잘 보호되었다. 큰 배 모양의 선체가 부력을 제공했다.

## 운용
T-40은 전쟁 발발 직전에 생산에 들어갔으며, 정찰 부대에 장비를 갖추도록 설계되었다. 많은 수의 전차의 필요성이 중요해짐에 따라, T-40 차체에 2차적인 비양극성 변형이 설계되었다. 새로운 모델의 설계 지연으로 인해 T-40은 더 두꺼운 장갑, 20 mm ShVAK 기관포, 더 단순한 휠, 그리고 수력 추진 시스템이 없는 것으로 수정되었다. 이 전차의 설계는 T-60이라고 불렸는데, 이는 나중에 다른 전차와 마찬가지로 많은 혼란을 초래했기 때문에 T-40 T-60 또는 T-30으로 불리기도 한다. T-40 T-60은 1941년 9월 T-40을 대체하여 1942년 여름까지 생산되었다. 이 설계는 나중에 "진정한" T-60이 되도록 개선되었다. T-60은 더 단순하고, 더 싸고, 더 나은 무장을 하고, 대부분의 같은 역할을 수행할 수 있었다. 전쟁의 압박으로 인해 T-40의 생산은 중단되었고, T-60은 T-40을 대체하였다.
T-40 T-60은 포탑 대신 BM-8-24 카튜샤 로켓 받침대 장착하여 생산되었다. 이 버전은 82 mm 무유도 로켓을 발사하는 24 레일 다연장 로켓 시스템을 위한 이동식 포가를 제공했다. 1941년 가을에 T-40 12대가 개조되었다.
T-40은 바르바로사 작전 때와 모스크바 공방전 동안 널리 촬영되었다. 많은 T-40이 전투 중에 파괴되었다. T-40은 1946년 말까지 일부 학교에서 사용되었지만 1941년 말 이후에는 거의 사용되지 않았다. 루마니아군은 1942년 11월 1일 T-40 1대를 노획했다.